# Blijf nog even hier (Tabitha)
Blijf nog even hier is een single van de Nederlandse zangeres Tabitha in samenwerking met de Nederlandse zanger Paskal Jakobsen uit 2020. Het stond in hetzelfde jaar als dertiende track op het album Hallo met mij van Tabitha.

## Achtergrond
Blijf nog even hier is geschreven door Paskal Jakobsen, Glen Faria, Carlos Vrolijk en Tabitha Foen-A-Foe en geproduceerd door Project Money. Het nederpoplied is de eerste samenwerking van de twee artiesten. De samenwerking is tot stand gekomen nadat ze samen in Ahoy hadden opgetreden. Ze zijn hierna samen gaan praten over hun leven om vervolgens samen met Glen Faria een nummer te gaan schrijven. Over de samenwerking vertelde Tabitha dat het voor haar een langgewenste droom was om met Jakobsen te werken, aangezien zij zijn stem de mooiste van Nederland vindt. Jakobsen zei over de samenwerking dat zodra zij samen gingen zingen dat zij merkten dat hun stemmen een match waren. Hij zei verder dat ze beseften dat ze een goed nummer aan het maken waren, toen ze met de zin ‘toen ik stopte met zoeken heb ik het gevonden’ kwamen. De single heeft in Nederland de gouden status.
Tijdens The Passion 2023, die werd gehouden in Harlingen, zongen Sinan Eroglu (Jezus), Ferdi Stoofmeel (Petrus) en Bertie Wieringa (Maria-Magladena) samen dit nummer.

## Hitnoteringen
Het lied had bescheiden successen in Nederland. Het kwam tot de 51e plaats van de Single Top 100 en was zeventien weken in deze lijst te vinden. De Top 40 werd niet gehaald, maar het kwam tot de eerste plaats van de Tipparade. 